# روخوارت
روخوارت (به آلمانی: Rauchwart) یک منطقهٔ مسکونی در اتریش است که در ناحیه گوسینگ واقع شده‌است. روخوارت ۴۷۳ نفر جمعیت دارد.